# Ходзько, Доминик Цезары
Доми́ник Цеза́ры Хо́дзько (пол. Dominik Cezary Chodźko; 1800, Яворово Виленского повета, — 1863) — белорусский и польский литератор, фольклорист, этнограф, педагог.

## Биография
Учился в Виленском университете. Познакомился с Томашем Заном, Яном Чечотом, Адамом Мицкевичем. Состоял в тайном студенческом обществе филаретов.

"Общий именной список принадлежавших к тайному обществу филаретов, существовавшему в Вильне, между учениками Виленского университета равно оговоренных и неотысканных, учинен в Следственной Комиссии 1824 года мая 13 дня" сообщает про него следующее: 
"Доминик Ходзько, студент философии, 24 лет, Виленской губ. и уез., нет за ним никакого имения". 
Был учителем в Вильне и в Беларуси. Состоял членом Виленской археологической комиссии.
Автор мемуаров о Леоне Боровском, Юзефе Игнацы Крашевском, Яне Ходзько, записок по истории Виленского университета. Составил описание рек Белоруссии и Литвы. Собирал и обрабатывал белорусское устное народное творчество. Составил биографию З. Доленга-Ходаковского и напечатал ее в польской энциклопедии Я. Глюксберга, затем в журналах «Атенеум» (1842. — Т. 1, 4) и «Виленский сборник» (1857. — № 2).